# Empetrichthys
Genre
Les Empetrichthys sont un genre de poissons téléostéens (Teleostei) de la famille des Goodeidae.

## Répartition
Les deux espèces de ce genre sont endémiques des États-Unis.

## Liste des espèces
Selon FishBase (30 juillet 2017) et World Register of Marine Species (30 juillet 2017) :
- Empetrichthys latos Miller, 1948 - En critique danger d'extinction
- Empetrichthys merriami Gilbert, 1893 - Éteinte